# 杨小牛
杨小牛（1961年6月17日—），浙江衢州人，信号处理技术专家，中国工程院院士，中国电子科技集团公司首席科学家。

## 履历[1][2]
- 1982年，于西安电子科技大学通信工程系毕业。[3]
- 1988年，于西安电子科技大学获得通信与信息系统硕士学位。
- 2013年，当选中国工程院院士。

## 主要贡献[1]
- 首次提出并成功研制具有国际先进水平的宽带数字接收机